# Janusz Gałęziak
Janusz Gałęziak (ur. 10 marca 1957) – polski urzędnik państwowy i samorządowy, dyplomata, w latach 1997–1999 sekretarz stanu w Ministerstwie Pracy i Polityki Socjalnej oraz pełnomocnik rządu ds. osób niepełnosprawnych, w 1999 p.o. szefa Państwowego Funduszu Rehabilitacji Osób Niepełnosprawnych.

## Życiorys
Pochodzi ze Śląska, gdzie skończył szkołę podstawową w Radzionkowie. Ukończył studia i obronił doktorat. Specjalizował się w polityce społecznej, opublikował artykuły naukowe i książki na ten temat. Od 1990 do 1998 pozostawał dyrektorem Wojewódzkiego Zespołu Pomocy Społecznej w Gdańsku. Nauczał też w Policealnej Szkole Pracowników Pomocy Społecznej w Gdańsku.
Od 1 grudnia 1997 do 2 kwietnia 1999 pełnił funkcję sekretarza stanu w Ministerstwie Pracy i jednocześnie pełnomocnika rządu ds. osób niepełnosprawnych. Od 2 kwietnia do sierpnia 1999 pozostawał pełniącym obowiązki prezesa Państwowego Funduszu Rehabilitacji Osób Niepełnosprawnych. Następnie w 1999 został radcą ministrem w Stałym Przedstawicielstwie RP przy UE w Brukseli. Pod koniec 2005 Platforma Obywatelska wysunęła jego kandydaturę na stanowisko wicemarszałka województwa pomorskiego (funkcję tę objął ostatecznie Mieczysław Struk), ponownie miał też zostać wiceministrem pracy (jego nominacja została cofnięta przez premiera jeszcze przed wręczeniem). Pracował także jako dyrektor Departamentu Europejskiego Funduszu Społecznego w Urzędzie Marszałkowskim Województwa Pomorskiego i kierownik działu polityki społecznej w Caritas Europa, działał też w organizacjach zajmujących się pomocą społeczną.
Żonaty z Alicją z domu Majewską, dyrektor Policealnej Szkoły Pracowników Pomocy Społecznej i pracownicą biura Marka Plury.